# 大分県道43号玖珠山国線
大分県道43号玖珠山国線（おおいたけんどう43ごう くすやまくにせん）は大分県玖珠郡玖珠町から中津市に至る県道（主要地方道）である。

## 概要
玖珠郡玖珠町大字塚脇から中津市山国町中摩に至る。
途中には国指定名勝である「立羽田の景」を展望することができる。玖珠郡玖珠町に道幅が狭くなっている区間が多い。一部で道路改良事業が行われている。

### 路線データ
- 起点：玖珠郡玖珠町大字塚脇[3]（新塚脇交差点、国道210号交点）
- 終点：中津市山国町中摩[3]（国道212号交点）
- 総延長：23.8 km[1]
- 実延長：20.9131 km[2]

## 歴史
- 1982年（昭和57年）10月27日 - 大分県告示第1,312号により玖珠山国線として路線認定[4]。
- 1993年（平成5年）5月11日 - 建設省から、県道玖珠山国線が玖珠山国線として主要地方道に指定される[5]。

## 路線状況

### 重複区間
- 大分県道678号書曲野田線（玖珠郡玖珠町大字帆足 - 玖珠郡玖珠町大字四日市）

### 道路施設

#### 橋梁
起点から
- 協心橋（橋長151.3 m、玖珠川、玖珠郡玖珠町）
- 胴力橋（橋長42.4 m、森川、玖珠郡玖珠町）
- 古後大橋（橋長24.8 m、大浦川、玖珠郡玖珠町）

## 地理

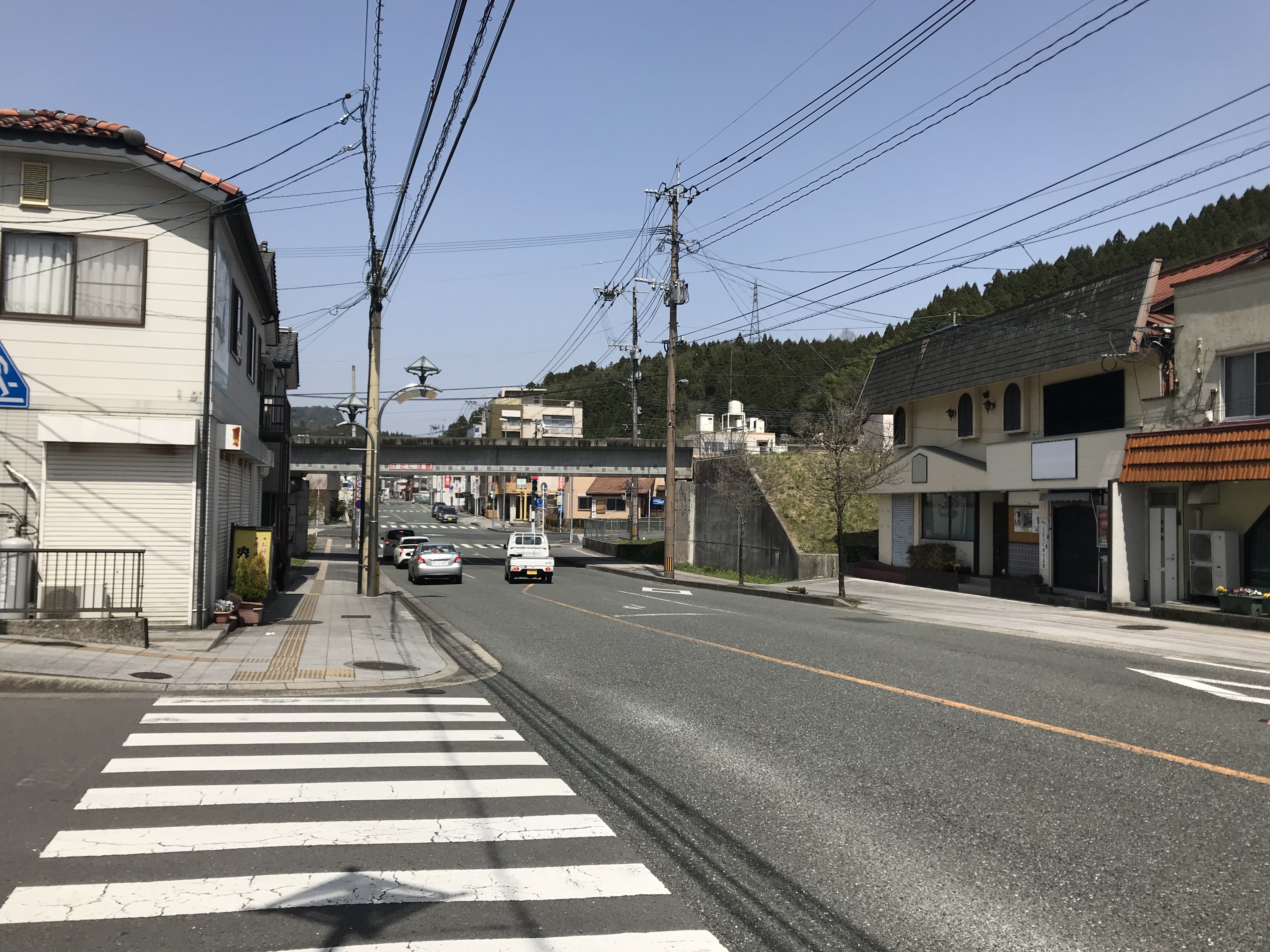
玖珠郡玖珠町・春日十字路南側

### 通過する自治体
- 玖珠郡玖珠町
- 中津市

### 交差する道路
| 交差する道路                         | 市町村名 | 市町村名 | 交差する場所 | 交差する場所        |
| ------------------------------------ | -------- | -------- | ------------ | ------------------- |
| 国道210号                            | 玖珠郡   | 玖珠町   | 大字塚脇     | 新塚脇交差点 / 起点 |
| 大分県道678号書曲野田線 重複区間起点 | 玖珠郡   | 玖珠町   | 大字帆足     | 春日十字路交差点    |
| 大分県道678号書曲野田線 重複区間終点 | 玖珠郡   | 玖珠町   | 大字四日市   |                     |
| 大分県道48号日田玖珠線               | 玖珠郡   | 玖珠町   | 大字太田     |                     |
| 大分県道702号平原耶馬溪線            | 玖珠郡   | 玖珠町   | 大字古後     |                     |
| 大分県道407号白地日田線              | 玖珠郡   | 玖珠町   | 大字古後     |                     |
| 国道212号 国道500号 重複             | 中津市   | 中津市   | 山国町中摩   | 終点                |

### 交差する鉄道
- 久大本線

### 沿線
- 玖珠町役場
- JR九州久大本線 豊後森駅
- 大分県立玖珠美山高等学校
- 玖珠町立古後中学校
- 玖珠町立八幡中学校
- 道の駅やまくに